# Adorn
Adorn je rijeka iz Međuzemlja, izmišljenog svijeta J. R. R. Tolkiena.
Adorn izvire u Bijelom gorju te nastavlja zapadno prema rijeci Isen. Na oko 150 numenorskih milja, oko 250 km zapadno od Rohanskog prolaza ulijeva se u rijeku Isen koja se dalje ulijeva u Veliko more. Od dolaska Eorla mladog i Rohirrima zajedno s rijekom Isen tvori granicu Rohana. Pri kraju Trećega doba trokut između Bijelog gorja i rijeka Adorna i Isena bio je predmet spora između Rohirrima i Dunlanđana. Dunlanđani su u Ratu za Prsten pokušali osvojiti to područje i Rohan no bili su poraženi u bitci kod Helmove klisure.